# Diocèse de Genève-Annecy
Le diocèse de Genève-Annecy est une circonscription de l'Église catholique romaine en France jusqu'en 1822.

## Histoire
Le diocèse d'Annecy n'existe dans ses limites territoriales actuelles que depuis la bulle pontificale du 15 février 1822. Auparavant, son territoire faisait partie de celui  beaucoup plus étendu, du diocèse de Genève qui en fut le siège épiscopal, jusqu'à l'établissement dans cette ville de la Réforme qui en chasse définitivement  le chapitre de chanoines en 1527 puis l'évêque Pierre de La Baume. Installés à Annecy en 1533, les évêques continuent à s'intituler « évêques et princes de Genève », considèrent leur diocèse comme le « diocèse de Genève ». Ils estimaient en effet leur exil comme temporaire, espérant, tout comme les souverains de la maison de Savoie, reconquérir le premier siège qui avait vu s'établir et s'organiser le christianisme depuis plus de mille ans au IIIe et IVe siècles.
Dans ce contexte, l'histoire religieuse est ainsi profondément mêlée à l'histoire politique des États de Savoie. La politique de la maison de Savoie, dans ses rapports avec Genève, mais aussi avec les autres pays européens, notamment le royaume de France et le royaume d'Espagne, ne peut être pleinement comprise si l'on dissocie ces deux aspects. L'adhésion du Chablais à la Réforme protestante en 1536, puis sa reconversion par saint François de Sales à la fin du siècle, en donnent une excellente illustration.